# Доиндоевропейский субстрат

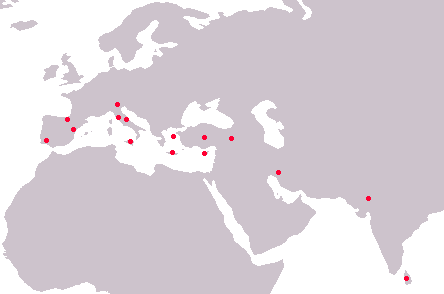
Локализация известных по письменным источникам доиндоевропейских языков: Доримские народы Иберии: баскский, тартессийский, иберский; Доримская Италия: этрусский, ретский, сиканский, северопиценский; Анатолия: хаттский, хуррито-урартские, Греция и Кипр: лемносский, этеокритский, этеокипрский, Иран: эламский, Индия: хараппский, Шри-Ланка: ведда

Доиндоевропейский субстрат — языки, существовавшие на территории Европы, Передней Азии до прихода туда носителей индоевропейских языков. От доиндоевропейского периода остались немногочисленные памятники. О наличии субстрата, помимо них, позволяют судить гидронимы, топонимы и слова индоевропейских языков с неясной этимологией, а также упоминания в античных или древнеиндийских источниках предположительно неиндоевропейских народов.

## История изучения
Гипотезы о существовании доиндоевропейских языков на территории древней Европы стали выдвигаться лингвистами с середины XIX в. Для этих языков, предположительно связанных с населением эпохи неолита, был предложен термин «азианические (фр. Asianique)», англ. Asianic, фр. asianique (поскольку их носители считались выходцами с Ближнего Востока), который, однако, не прижился.
Мария Гимбутас, одна из крупнейших фигур индоевропеистики, по отношению к предположительно доиндоевропейскому периоду истории Европы использовала термин «Старая Европа», однако описанная ею культура «старой Европы» охватывает неолитические балканско-восточноевропейские культуры расписной керамики и не включает доисторические культуры Атлантической Европы.
В настоящее время крупнейшая группа исследователей доиндоевропейского субстрата имеется в Лейденском университете (Р. Беекес, Ж. ван Дрим, П. Схрейвер), в США (У. Леман), в Германии (Р. Майльхаммер), во Франции (А. Фурне) и др.
В России исследованием проблемы субстрата ранее занимались В. П. Нерознак, Л. А. Гиндин, В. Л. Цымбурский, В. М. Сергеев, А. А. Молчанов, С. А. Яцемирский, в настоящее время — Т. А. Михайлова и др.

## Европа
- Финно-угорские языки
- Тавро-Меотские языки
- Догреческий субстрат:
  - Народы моря
  - Язык Лемносской стелы
  - Пеласгский язык
  - Этеокритский язык и минойский язык — догреческие языки Крита
  - язык кипро-минойских надписей, этеокипрский язык — догреческие языки (или язык) Кипра
- Догерманский субстрат
- Дофинноугорский субстрат
- Докельтский субстрат
  - Докельтский островной субстрат
    - Догойдельский субстрат
    - Пиктский язык (возможно, индоевропейский)

  - Докельтский континентальный субстрат
- Доклассические языки Италии:
  - Лигурийский субстрат (возможно, индоевропейский; также во Франции, в том числе на Корсике, и в Испании)
  - Протосардский язык (или несколько языков)
  - Северопиценский язык
  - Сиканский язык (возможно, родственен лигурийскому)
  - Тирренские языки
    - Ретский язык
    - Этрусский язык
    - Лемносский язык

  - Элимский язык (возможно, индоевропейский)
- Палеоиспанские языки
  - Иберский язык
  - Тартессийский язык
  - Аквитанский язык
  - Баско-иберская гипотеза

## Азия
- Анатолия:
  - Хаттский язык
  - Хуррито-урартские языки
- Большой Иран
  - Кутийский язык
  - Бактро-маргианский язык
- Доарийский субстрат:
  - Доведический субстрат
    - Хараппский язык

  - Веддский субстрат в сингальском языке
    - Ведда (язык)

  - Нихали, кусунда (язык)

## Критика
М. Фернандес Альварес, Б. Проспер и др. полагают, что наличие неиндоевропейских языков на некоторых территориях древней Европы ещё не означает, что данные языки были доиндоевропейскими; это могли быть и более поздние вторженцы, тогда как в целом для Европы, по их мнению, реконструируется архаичный индоевропейский субстрат, такой, как гидронимы древней Европы. Данная точка зрения лежит в русле гипотезы палеолитической непрерывности М. Алинеи. Данной гипотезе в принципе не противоречат гипотеза о миграции этрусков из Анатолии, или гипотеза о приходе предков басков в Европу с севера вместе с носителями культуры полей погребальных урн.
Согласно гипотезе о средиземноморских языках, неиндоевропейский субстрат в Европе локализовался в основном в регионе данного моря, тогда как в прочих регионах следует искать лишь архаичный индоевропейский субстрат. Данная гипотеза особенно популярна в бывшем СССР.
Согласно ряду концепций о генезисе индоевропейских языков, их носители, хотя и не были коренными в Европе, распространились в ней довольно рано, и вероятность сохранения доиндоевропейского субстрата к началу исторического периода мала. Такая точка зрения наиболее близка сторонникам анатолийской гипотезы, в меньшей степени балкано-карпатской гипотезы.

### Археология и культура
- Гимбутас М. Цивилизация Великой Богини. М. 2005.
- Anthony, David with Jennifer Y. Chi (eds., 2009). The Lost World of Old Europe: The Danube Valley, 5000-3500 BC.
- Bogucki, Peter I. and Pam J. Crabtree (eds. 2004). Ancient Europe 8000 BC--1000 AD: An Encyclopedia of the Barbarian World. New York: Charles Scribner’s Sons.
- Gimbutas, Marija (1973). Old Europe c. 7000-3500 B.C.: the earliest European civilization before the infiltration of the Indo-European peoples. The Journal of Indo-European Studies 1/1-2. 1-20.
- Tilley, Christopher (1996). An Ethnography of the Neolithic. Early Prehistoric Societies in Southern Scandinavia. Cambridge University Press.

### Лингвистика
- Sub-Indo-European Europe: Problems, Methods, Results / Ed. Guus Kroonen. Berlin, Boston: De Gruyter Mouton, 2024.
- Bammesberger, Alfred and Theo Vennemann (eds., 2003). Languages in Prehistoric Europe. Heidelberg: Carl Winter.
- Bengtson, John D. & Corinna Leschber (2024). A Mediterranean Thesaurus: Substratal Plant Names and Landscape Terms in Latin and Romance (An Experimental Approach) // Old World: Journal of Ancient Africa and Eurasia XX, 1-41.
- Broderick G. Indo-European and non-Indo-European aspects to the languages and place-names in Britain and Ireland. An overview // Lochlann. Festskrift til Jan Erik Rekdal pa 60-arsdagen. Aisti in ómós do Jan Erik Rekdal ar a 60ú lá breithe, 2013.
- Blench, Roger and Matthew Spriggs (eds. 1). Archaeology and Language. Vol. I. Theoretical and Methodological Orientations.
- Dolukhanov, Pavel M. (2003) Archaeology and Languages in Prehistoric Northern Eurasia // Japan Review, 15:175-186. https://web.archive.org/web/20110721072713/http://shinku.nichibun.ac.jp/jpub/pdf/jr/IJ1507.pdf
- Fernández Álvarez, María Pilar; Prósper, Blanca María; Villar, Francisco; Jordán, Carlos. (2011). Lenguas, genes y culturas en la prehistoria de Europa y Asia suroccidental.
- Gimbutas, Marija (1989). The Language of the Goddess.
- Greppin, John and T.L.Markey (eds., 1990). When Worlds Collide: The Indo-Europeans and the Pre-Indo-Europeans, Ann Arbor.
- Haarmann, H. (2014). Ethnicity and language in the ancient Mediterranean. In J. McInerney (Ed.). A companion to ethnicity in the ancient Mediterranean (pp. 17-33). Wiley Blackwell.
- Hubschmid, Johannes (1962). Lenguas no indoeuropeas: toponimia prerromana. Enciclopedia linguistica hispanica. CSIC, Madrid.
- Iversen Rune, Kroonen Guus (2017). Talking Neolithic: Linguistic and archaeological perspectives on how Indo-European was implemented in southern Scandinavia // American Journal of Archaeology. Т. 121. №. 4. P. 511-525.
- Lehmann, Winfred P. Pre-Indo-European. Washington, DC: Institute for the Study of Man. 2002. ISBN 0-941694-82-8.
- Lieberman, Mark. The Linguistic Diversiry of Aboriginal Europe // Language Log. January 6, 2009. http://languagelog.ldc.upenn.edu/nll/?p=980
- Mailhammer, Robert (2010). Diversity vs. Uniformity. Europe before the Arrival of Indo-European Languages.  // In: Mailhammer, Robert and Theo Vennemann. Linguistic Roots of Europe. Copenhagen: Museum Tusculanum Press.
- Pre-Indo-European // Encyclopedia of the Languages of Europe. Edited by: Glanville Price. 2000. eISBN 978-0-631-22039-8.
- Vennemann, Theo. Languages in Prehistoric Europe north of the Alps. https://www.scribd.com/doc/8670/Languages-in-prehistoric-Europe-north-of-the-Alps
- Vennemann, Theo (2008). Linguistic reconstruction in the context of European prehistory. Transactions of the Philological Society. Volume 92, Issue 2, pages 215—284, November 1994
- Woodard, Roger D. (ed., 2008) Ancient Languages of Asia Minor. Cambridge University Press.
- Woodard, Roger D. (2008) Ancient Languages of Europe. Cambridge University Press.